# 敖伦套海
45°29′35″N 119°05′45″E / 45.49306°N 119.09583°E
敖伦套海（汉语拼音字母：Ôlōn Tōhōi），位于中华人民共和国内蒙古自治区东部地区的一条内流河，属于乌拉盖河水系，发源于赤峰市阿鲁科尔沁旗北部罕山林场伊图特古尔班达巴山，蜿蜒向北偏西流，经阿鲁科尔沁旗巴彦温都尔苏木亚图特嘎查和锡林郭勒盟西乌珠穆沁旗巴彦花镇宝日温都尔嘎查后进入锡林郭勒盟东乌珠穆沁旗东南部呼热图淖尔苏木境内，最后于农乃庙水文站西南汇入乌拉盖河。河长97千米，流域面积1987.04平方千米，河道平均比降1.47‰。干流在包尔陶勒盖音诺尔上为干河，河窗不明显，多为沼泽地，包尔陶勒盖音诺尔以下由清水。下游河口段河床不明显，多沼泽地和小型湖泊，平时河水汇集于这些小湖，大洪水时汇入乌拉盖河。流域内牧草资源丰富，盛产乌珠穆沁肥尾羊、草原红牛等。